# Косьминское
Косьминское — деревня в Пошехонском районе Ярославской области России. Входит в состав Пригородного сельского поселения.

## География
Расположена на берегу реки Кода в 31 км на север от райцентра города Пошехонье.

## История
Время построения церкви в селе относится к 1714 году, престолов в ней было два: Знамения Божией Матери и Святого Пророка Аввакума. 
В конце XIX — начале XX века село входило в состав Софроновской волости Пошехонского уезда Ярославской губернии.
С 1929 года село входило в состав Колодинского сельсовета Пошехонского района, в 1946 — 1957 годах в составе Владыченского района, с 2005 года — в составе Пригородного сельского поселения.

## Население
| 1859 | 1914 | 2002 | 2007 | 2010 |
| ---- | ---- | ---- | ---- | ---- |
| 115  | ↗154 | ↘9   | ↘8   | ↘5   |